# Pacifigorgia rubripunctata
Pacifigorgia rubripunctata är en korallart som beskrevs av Williams och Breedy 2004. Pacifigorgia rubripunctata ingår i släktet Pacifigorgia och familjen Gorgoniidae. Inga underarter finns listade i Catalogue of Life.